# Youri Smirnov
Youri Smirnov (né le 17 août 1948 à Bouï, est un homme politique ukrainien. Il a été ministre de l'Intérieur dans les gouvernements de Viktor Ianoukovytch et de Anatoli Kinakh est général de la Milice.

## Biographie

### Formation
Depuis 1970 il travaille pour la police à Kharkiv, Louhansk, Dniepropetrovsk et Kiev.

### Carrière politique
Il est ministre de l'Intérieur en remplacement de Youriy Kravtchenko, puis du Gouvernement Kinakh, 
du Gouvernement Ianoukovytch I.